# 僕から君へ
「僕から君へ」（ぼくからきみへ）は、Galileo Galileiの3枚目のシングル。

## 解説
1枚目のアルバム『パレード』からの先行リリース。
初回仕様限定盤には、「特製アメラブくんクリップ」が封入された。

## 収録曲
（全作詞・作曲:尾崎雄貴／全編曲：Galileo Galilei）
1. 僕から君へ - 4:58
ベネッセコーポレーション「進研ゼミ高校講座」CMソング
テレビ神奈川『sakusaku』2011年1月度エンディングテーマ
2. 桃源郷 - 3:29
3. Alvin - 4:32
インストナンバー。